# Até

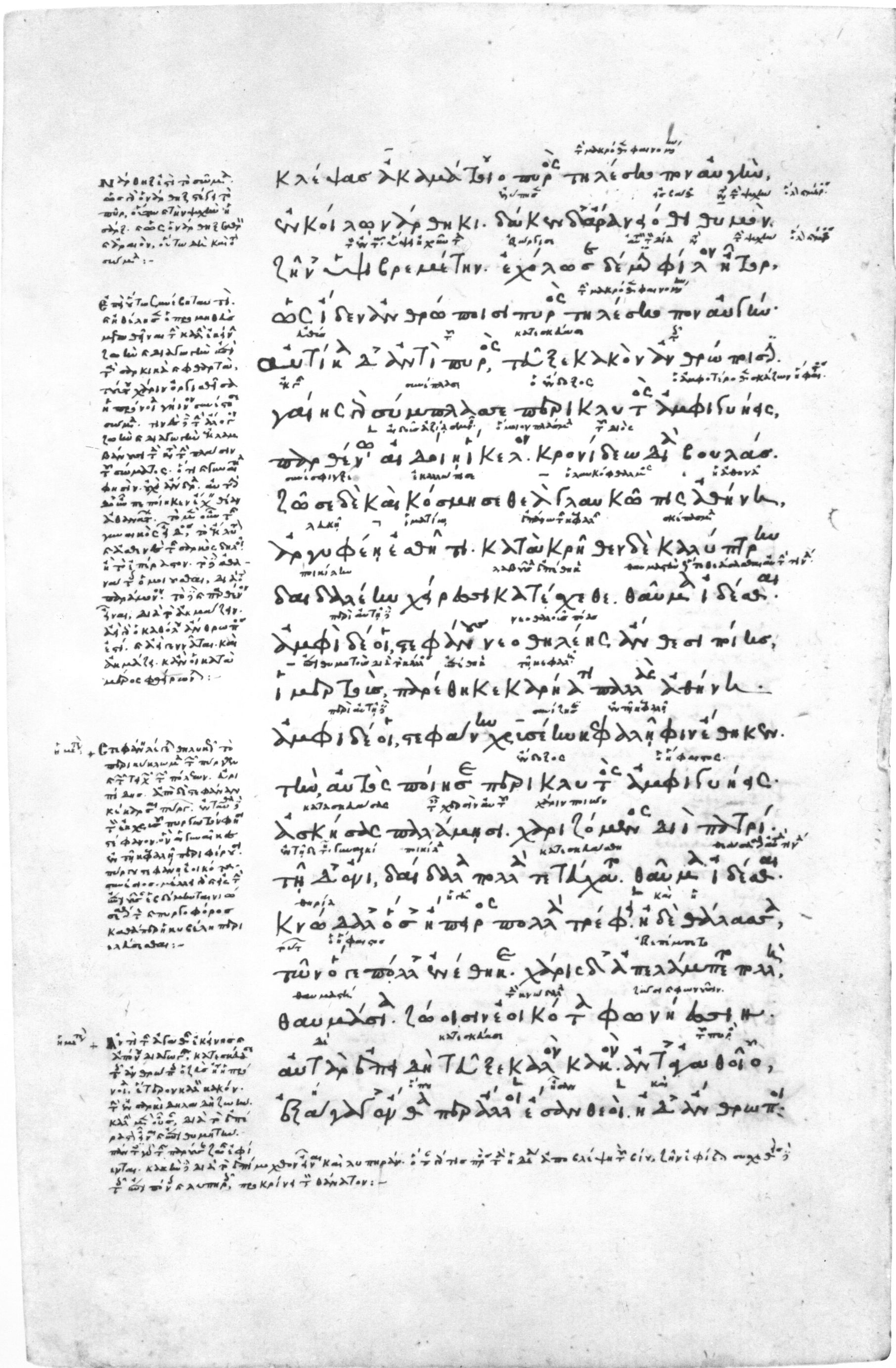
A Teogonia de Hesiodo onde fala sobre Até.

Ate (em grego:  Ἄτη, transl.: Átē, lit. "ruína", "insensatez", "engano"), na mitologia grega, é a deusa da fatalidade, personificação das ações irreflexivas e suas consequências. Tipicamente, faz referência aos erros cometidos tanto pelos mortais como pelos deuses, normalmente devido a sua companheira Hybris, o excesso de orgulho, que lhes levam à perdição ou à morte. Ate vive nos montes, é uma deusa alada. Pousa na cabeça dos mortais sem que eles percebam, alertando-os de sua desatenção, sendo assim uma divindade considerada sábia.